# Scorpion's WinCheater
Scorpion’s Wincheater je český freewarový databázový program Jana Svatoše, vyvíjený od roku 1996. Program obsahuje několik databází (tzv. knihoven), které obsahují položky s texty. Program je zaměřen na hráče počítačových a konzolových her, ale v programu lze najít například také recenze filmů, recenze her, vtipy a vtipné obrázky, texty k písním nebo citáty. V současné době na Scorpion’s WinCheateru pracuje skupina lidí pod hlavičkou Scorpion's Software.

## DOSový Scorpion’s Cheater
První verze Scorpion’s WinCheateru (tehdy ještě Scorpion’s Cheateru) vyšla v dubnu 1996, obsahovala pouze 100 cheatů na PC hry a neměla téměř žádné funkce.
Ve verzích 1.50–5.00 přibývalo cheatů a funkcí a Cheater získával nové rozměry. Ve verzi 3.00 bylo poprvé použito barevné zvýrazňování v textech, které přetrvalo do dnes. Verze 4.00 se poprvé dostala mimo uzavřenou komunitu, a to pomocí sítě Infima BBS.
Verze 6.00–9.00 byly šířené jako shareware, plnou verzi si tehdy šlo zakoupit za 99 Kč. Kvůli zpoplatnění ale Cheater velice rychle ztrácel popularitu. V té době začíná s Janem Svatošem spolupracovat Ing. Miroslav Moucha, který se na WinCheateru podílí velkou měrou i dnes. Jako freeware se Cheater vrátil až ve verzi 10.
Verze 11 je považována za přelomovou, poprvé se Scorpion’s Cheater objevil na CD příloze časopisu Score. Později začal program pravidelně vycházet v přílohách časopisu Level a Game-Star.
Poslední, 23. verze DOSového Cheatera vyšla v dubnu 2002.

## Cheater 2000
Verze, která měla být zcela přelomová a měla obsahovat velké množství funkcí. Nikdy ale nebyla zveřejněna, kvůli začátku prací na Scorpion’s WinCheater 1.

## Scorpion’s WinCheater 1
Do této verze byl program určený pro DOS a na nových Windows šel těžko spustit, proto bylo zapotřebí Cheater zcela předělat. Proto 15. května 2002 vyšla první verze Scorpion’s WinCheateru, která byla kompatibilní s novými Windows, obsahovala moderní rozhraní a podporovala také systém skinů, pomocí kterých šlo zcela měnit vzhled WinCheateru.
Vytvoření WinCheateru předcházelo vytvoření dvou aplikací – SkinEditoru (program pro vytváření skinů) a ScoEditoru (neveřejná aplikace určená k editaci databází WinCheateru).
Scorpion’s WinCheater začal podporovat nový systém databází, oproti DOSovému předchůdci bylo možno vybrat, které databáze mají být v programu obsaženy a které ne. Updaty databází začaly vycházet pravidelně každý měsíc. V té době program obsahoval:
Hlavní databáze
- Cheaty
- Návody
- Easter Eggy
- Vtipy

Bonusové databáze
- Návody Plus
- Povídky
- Recenze
- SongBook
- Vtipné obrázky
- Filmy
- PlayStation
- X-Box
- Herní konzole
- GBA(C) + NGage + SEGA
- Webdesign
- Internetové odkazy

Pokusné či nepravidelné databáze
- Mobile Eggy
- Citáty a moudra
- Mobile Melodies
- Internetové odkazy – češtiny
- Internetové odkazy – programy
- ScoFake
- Scorpions Software

## Scorpion’s WinCheater 2
Druhá generace programu vyšla v květnu 2003, přinesla nový systém databází, rychlejší načítání, lepší skinovatelnost, vylepšený fullscreen a tisk, možnost ukládání textů z databází. Zvýšil se také samotný počet databází, přibyly například Recenze her, Povídky, Vtipné obrázky, X-Box cheaty, Internetové odkazy, Citáty a moudra, Filmy a jiné.
Scorpion’s WinCheater 2 je stále k dispozici, a to ve verzi 2.07, každý měsíc probíhají updaty všech hlavních databází a většiny bonusových databází. Databáze Cheaty obsahuje přes 5200 položek, Návody přes 1700, v bonusové knihovně SongBook je téměř 3000 alb s texty písní. To dělá Scorpion’s WinCheater jeden z celosvětově největších databázových programů svého zaměření. Od verze 2.07 je WinCheater kompatibilní s Windows Vista.
Program také obsahuje mnoho skrytých vtípků na pobavení, tzv. „easter eggů“, například při kliknutí levým tlačítkem myši na levé oko škorpiona a pravým tlačítkem myši na pravé oko škorpiona, zobrazí se fotografie Jana Svatoše a Ing. Miroslava Mouchy. V programu se také údajně nachází jedna tajná revoluční funkce.

## Ukončení projektu a práce na nové verzi
V dubnu 2009 bylo oznámeno ukončení projektu Scorpion’s WinCheater 2 (přesto dodnes vychází nepravidelné aktualizace databází). Zároveň byly oficiálně potvrzeny práce na Scorpion’s WinCheater 3, které však byly znovu ukončeny.

## Scorpion’s Cheater Online
Jedná se o online verzi databází Cheaty a Návody. Projekt vznikl ve spolupráci s herním serverem Doupe.cz.

## Skandály
Scorpion’s WinCheater 2 provází kvůli své popularitě řada skandálů. Největším problémem jsou lidé, kteří z jeho databází kradou texty a publikují je na svých webových stránkách nebo ve svých vlastních databázích. Spousta přispěvatelů návodů také několikrát zaslala návod, který nebyl jejich, kvůli tomu měl Cheater několikrát problémy.
V roce 2004 se hodně mluvilo o ScoEditoru, neveřejném programu pro úpravy knihoven, když se několik lidí snažilo tento editor získat, což se jim povedlo. V současné době již není kolem editoru takový poprask, po internetu ale koluje několik neoficiálních a téměř nefunkčních editorů, pomocí kterých by měly údajně jít databáze upravovat. Mnoho lidí mělo názor, že by Scorpion’s Software měl vydat veřejný editor databází, čímž by předešel problémům s editory, což poté Scorpion’s Software učinil.